# Aiguilhe
 Aiguilhe  es una población y comuna francesa, en la región de Auvernia, departamento de Alto Loira, en el distrito de Le Puy-en-Velay y cantón de Puy-en-Velay-Nord.

## Demografía
| 1016 | 1137 | 1304 | 1376 | 1452 | 1555 |
| Para los censos de 1962 a 1999 la población legal corresponde a la población sin duplicidades (Fuente: INSEE [Consultar]) |      |      |      |      |      |

Forma parte de la aglomeración urbana de Le Puy-en-Velay.

## Lugares de interés y monumentos

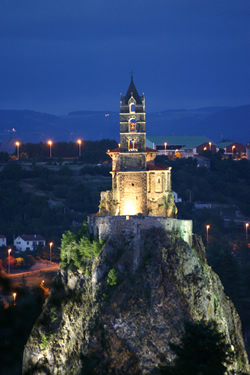
Capilla de San Miguel en Aiguilhe.

- La Iglesia de San Miguel de Aiguilhe